# 附益法
附益法是漢武帝為解決西漢諸侯國問題而推行的法律，在淮南王劉安與衡山王劉賜谋反之後推行，主要為禁止朝廷大臣與諸侯勾結，也禁止官吏为诸侯聚敛財物。

## 古文
- 《漢書 諸侯王表》：「設附益之法」注，引張晏曰：『律鄭氏說，封諸侯過限曰附益。或曰阿媚王侯，有重法也。』顏師古：『附益者，蓋取孔子云求也為之聚斂而附益之之義也，皆背正法而厚於私家也。』
- 《漢書 高五王傳 燕靈王劉建傳》：『自吳楚誅後，稍奪諸侯權，左官附益阿黨之法設。』注引顏師古曰：『皆新製律令之條也。左官，解在【諸侯王表】。附益，言欲增益諸侯王也。』
- 《後漢書 光武帝紀下》注引李賢：『武帝時有淮南、衡山之謀，作左官之律，設附益之法。』；『阿曲附益王侯者，將有重法。』